# 2007-es sílövő-világbajnokság
A 2007-es sílövő-világbajnokságot február 2-a és 11-e között rendezték Olaszországban, Antholz-Anterselvában.

## Részt vevő nemzetek
| Nemzet              | Férfi induló | Női induló | Összesen |
| ------------------- | ------------ | ---------- | -------- |
| Argentína           | 2            | 0          | 2        |
| Ausztrália          | 1            | 0          | 1        |
| Ausztria            | 6            | 0          | 6        |
| Belgium             | 3            | 2          | 5        |
| Bosznia-Hercegovina | 2            | 1          | 3        |
| Bulgária            | 4            | 4          | 10       |
| Csehország          | 6            | 5          | 11       |
| Egyesült Államok    | 6            | 5          | 11       |
| Észtország          | 5            | 3          | 8        |
| Fehéroroszország    | 8            | 8          | 16       |
| Finnország          | 4            | 4          | 8        |
| Franciaország       | 7            | 8          | 15       |
| Görögország         | 2            | 0          | 2        |
| Grönland            | 2            | 1          | 3        |
| Horvátország        | 2            | 1          | 3        |
| Japán               | 2            | 2          | 4        |
| Kanada              | 4            | 4          | 8        |
| Kazahsztán          | 6            | 6          | 12       |
| Kína                | 6            | 8          | 14       |

| Nemzet             | Férfi induló | Női induló | Összesen |
| ------------------ | ------------ | ---------- | -------- |
| Dél-Korea          | 1            | 1          | 2        |
| Lengyelország      | 5            | 6          | 11       |
| Lettország         | 6            | 3          | 9        |
| Litvánia           | 0            | 1          | 1        |
| Magyarország       | 5            | 0          | 5        |
| Moldova            | 1            | 1          | 2        |
| Egyesült Királyság | 5            | 2          | 7        |
| Németország        | 8            | 8          | 16       |
| Norvégia           | 6            | 6          | 12       |
| Olaszország        | 6            | 6          | 12       |
| Oroszország        | 8            | 8          | 16       |
| Románia            | 0            | 5          | 5        |
| Spanyolország      | 0            | 1          | 1        |
| Svájc              | 5            | 1          | 6        |
| Svédország         | 5            | 5          | 10       |
| Szerbia            | 0            | 1          | 1        |
| Szlovákia          | 5            | 6          | 11       |
| Szlovénia          | 5            | 5          | 10       |
| Ukrajna            | 5            | 6          | 11       |
| 38 nemzet          |              |            |          |

## Éremtáblázat
| Hely     | Nemzet        | Arany | Ezüst | Bronz | Összesen |
| 1.       | Németország   | 5     | 3     | 3     | 11       |
| 2.       | Norvégia      | 3     | 2     | 2     | 7        |
| 3.       | Franciaország | 1     | 3     | 2     | 6        |
| 4.       | Svédország    | 1     | 1     | 1     | 3        |
| 4.       | Oroszország   | 1     | 1     | 1     | 3        |
|          |               |       |       |       |          |
| 6.       | Csehország    | 0     | 1     | 1     | 2        |
|          |               |       |       |       |          |
| 7.       | Ukrajna       | 0     | 0     | 1     | 1        |
|          |               |       |       |       |          |
| Összesen | Összesen      | 11    | 11    | 11    | 33       |

## Férfi

### Egyéni
A verseny időpontja: 2007. február 6.
| #     | Versenyző         | Lövőhiba (F+Á+F+Á) | Időeredmény | Hátrány  |
| ----- | ----------------- | ------------------ | ----------- | -------- |
| Arany | Raphaël Poirée    | 0+0+0+0            | 56:14.6     |          |
| Ezüst | Michael Greis     | 0+1+0+1            | 56:41.4     | +26.8    |
| Bronz | Michal Šlesingr   | 0+2+0+0            | 56:52.0     | +37.4    |
| 4.    | Frode Andresen    | 0+1+0+0            | 56:53.9     | +39.3    |
| 5.    | Nyikolaj Kruglov  | 0+0+0+0            | 57:05.7     | +51.1    |
| 6.    | Ivan Cserezov     | 0+1+0+0            | 57:24.2     | +1:09.6  |
| 7.    | Timothy Burke     | 0+1+0+1            | 57:42.0     | +1:27.4  |
| 8.    | Simon Fourcade    | 0+0+1+0            | 57:48.1     | +1:33.5  |
| 9.    | Ricco Groß        | 0+0+0+0            | 57:52.4     | +1:37.8  |
| 10.   | Halvard Hanevold  | 1+0+0+0            | 58:16.4     | +2:01.8  |
| ----  | ----              | ----               | ----        | ----     |
| 107.  | Tagscherer Imre   | 2+1+1+4            | 1:13:16.4   | +17:01.8 |
| 108.  | Tagscherer Zoltán | 4+1+1+2            | 1:13:29.3   | +17:14.7 |
| 110.  | Cseke Csaba       | 3+1+1+3            | 1:14:31.3   | +18:16.7 |
| 111.  | Gombos Károly     | 1+4+2+2            | 1:17:00.1   | +20:45.5 |

### Sprint
A verseny időpontja: 2007. február 3.
| #     | Versenyző               | Lövőhiba (F+Á) | Időeredmény | Hátrány |
| ----- | ----------------------- | -------------- | ----------- | ------- |
| Arany | Ole Einar Bjørndalen    | 0+1            | 26:18.8     |         |
| Ezüst | Michal Šlesingr         | 0+0            | 26:23.6     | +4.8    |
| Bronz | Andrij Derizemlja       | 0+0            | 26:44.6     | +25.8   |
| 4.    | Björn Ferry             | 0+1            | 26:53.2     | +34.4   |
| 5.    | Tomasz Sikora           | 1+0            | 26:58.0     | +39.2   |
| 6.    | Mattias Nilsson         | 0+0            | 26:59.2     | +40.4   |
| 7.    | Emil Hegle Svendsen     | 1+1            | 27:06.8     | +48.0   |
| 8.    | Raphaël Poirée          | 0+1            | 27:08.9     | +50.1   |
| 9.    | Rene Laurent Vuillermoz | 1+1            | 27:12.5     | +53.7   |
| 10.   | Matthias Simmen         | 2+1            | 27:15.3     | +56.5   |
| ----  | ----                    | ----           | ----        | ----    |
| 80.   | Tagscherer Zoltán       | 1+2            | 30:56.2     | +4:37.4 |
| 88.   | Tagscherer Imre         | 2+3            | 32:24.8     | +6:06.0 |
| 99.   | Cseke Csaba             | 3+3            | 34:01.1     | +7:42.3 |
| 100.  | Gombos Károly           | 2+4            | 34:08.7     | +7:49.9 |

### Üldözőverseny
A verseny időpontja: 2007. február 4.
| #     | Versenyző            | Lövőhiba (F+Á+F+Á) | Időeredmény | Hátrány |
| ----- | -------------------- | ------------------ | ----------- | ------- |
| Arany | Ole Einar Bjørndalen | 1+0+1+0            | 32:21.27    |         |
| Ezüst | Makszim Csudov       | 1+0+2+0            | 33:31.07    | +1:09.8 |
| Bronz | Vincent Defrasne     | 0+0+1+0            | 33:31.14    | +1:09.9 |
| 4.    | Michal Šlesingr      | 0+0+2+1            | 33:35.95    | +1:14.7 |
| 5.    | Emil Hegle Svendsen  | 0+0+2+1            | 33:38.45    | +1:17.2 |
| 6.    | Raphaël Poirée       | 1+0+1+1            | 33:40.01    | +1:18.8 |
| 7.    | Tomasz Sikora        | 0+0+1+2            | 33:40.67    | +1:19.4 |
| 8.    | Dmitrij Jarosenko    | 1+0+0+0            | 33:48.75    | +1:27.5 |
| 9.    | Ivan Cserezov        | 0+0+1+0            | 33:57.36    | +1:36.1 |
| 10.   | Michael Rösch        | 0+0+1+1            | 34:05.53    | +1:44.3 |

### Tömegrajtos
A verseny időpontja: 2007. február 11.
| #     | Versenyző            | Lövőhiba (F+Á+F+Á) | Időeredmény | Hátrány |
| ----- | -------------------- | ------------------ | ----------- | ------- |
| Arany | Michael Greis        | 0+0+2+0            | 37:52.12    |         |
| Ezüst | Andreas Birnbacher   | 0+0+0+0            | 38:07.55    | +15.4   |
| Bronz | Raphaël Poirée       | 1+0+0+0            | 38:20.21    | +28.1   |
| 4.    | Ole Einar Bjørndalen | 0+0+2+2            | 38:28.47    | +36.3   |
| 5.    | Sven Fischer         | 0+0+1+1            | 38:32.47    | +40.3   |
| 6.    | Frode Andresen       | 1+0+1+0            | 38:33.96    | +41.8   |
| 7.    | Christoph Sumann     | 1+0+0+1            | 38:39.62    | +47.5   |
| 8.    | Simon Fourcade       | 0+0+1+0            | 38:41.87    | +49.7   |
| 9.    | Jay Hakkinen         | 1+0+0+1            | 38:45.00    | +52.9   |
| 10.   | Mattias Nilsson      | 0+0+2+0            | 38:45.08    | +52.9   |

### Váltó
A verseny időpontja: 2007. február 10.
| #     | Versenyző                                                                                           | Lövőhiba (F+Á)                           | Időeredmény | Hátrány | #   | Versenyző                                                                                 | Lövőhiba (F+Á)                          | Időeredmény | Hátrány |
| ----- | --------------------------------------------------------------------------------------------------- | ---------------------------------------- | ----------- | ------- | --- | ----------------------------------------------------------------------------------------- | --------------------------------------- | ----------- | ------- |
| Arany | Oroszország · Ivan Cserezov · Makszim Csudov · Dmitrij Jarosenko · Nyikolaj Kruglov                 | 0+0 0+1 0+0 0+0 0+0 0+1 0+0 0+0 0+0 0+0  | 1:14:36.16  |         | 6.  | Ausztria · Daniel Mesotitsch · Friedrich Pinter · Simon Eder · Christoph Sumann           | 0+1 0+5 0+0 0+2 0+1 0+1 0+0 0+2 0+0 0+0 | 1:16:58.18  | +2:22.0 |
| Ezüst | Norvégia · Halvard Hanevold · Lars Berger · Frode Andresen · Ole Einar Bjørndalen                   | 0+4 1+7 0+2 0+1 0+2 0+2 0+0 1+3 0+0 0+1  | 1:15:36.64  | +1:00.5 | 7.  | Svédország · David Ekholm · Björn Ferry · Mattias Nilsson · Carl Johan Bergman            | 0+5 0+6 0+2 0+2 0+1 0+1 0+1 0+3 0+1 0+0 | 1:17:24.23  | +2:48.1 |
| Bronz | Németország · Ricco Gross · Michael Rösch · Sven Fischer · Michael Greis                            | 0+2 2+11 0+0 1+3 0+1 1+3 0+1 0+2 0+0 0+3 | 1:16:08.65  | +1:32.5 | 8.  | Ukrajna · Alexei Aidarov · Alexei Korobeynikov · Olekszandr Bilanenko · Andrij Derizemlja | 0+4 1+5 0+1 0+1 0+0 0+1 0+3 0+0 0+2 0+2 | 1:18:03.09  | +3:26.9 |
| 4.    | Olaszország · Christian De Lorenzi · Wilfried Pallhuber · Markus Windisch · Rene Laurent Vuillermoz | 0+1 0+6 0+0 0+2 0+0 0+1 0+1 0+2 0+0 0+1  | 1:16:41.49  | +2:05.3 | 9.  | Egyesült Államok · Jay Hakkinen · Timothy Burke · Lowell Bailey · Jeremy Teela            | 0+4 1+5 0+1 0+1 0+0 0+1 0+3 0+0 0+0 1+3 | 1:17:44.28  | +3:08.1 |
| 5.    | Csehország · Ondrej Moravec · Zdeněk Vítek · Roman Dostál · Michal Šlesingr                         | 1+5 0+3 1+3 0+0 0+1 0+2 0+0 0+0 0+1 0+1  | 1:16:52.89  | +2:16.7 | 10. | Franciaország · Ferreol Cannard · Lois Habert · Simon Fourcade · Vincent Defrasne         | 0+3 2+8 0+0 0+1 0+2 0+1 0+1 1+3 0+0 1+3 | 1:18:17.68  | +3:41.5 |

## Női

### Egyéni
A verseny időpontja: 2007. február 7.
| #     | Versenyző               | Lövőhiba (F+Á+F+Á) | Időeredmény | Hátrány |
| ----- | ----------------------- | ------------------ | ----------- | ------- |
| Arany | Linda Grubben           | 0+0+0+0            | 46:24.3     |         |
| Ezüst | Florence Baverel-Robert | 0+0+0+0            | 47:30.8     | +1:06.5 |
| Bronz | Martina Glagow          | 1+0+0+0            | 47:59.9     | +1:35.6 |
| 4.    | Tora Berger             | 0+0+1+0            | 48:09.2     | +1:44.9 |
| 5.    | Anna Carin Olofsson     | 0+2+0+2            | 48:23.7     | +1:59.4 |
| 6.    | Andrea Henkel           | 1+1+0+1            | 48:35.5     | +2:11.2 |
| 7.    | Jekatyerina Jurjeva     | 0+1+0+0            | 48:49.6     | +2:25.3 |
| 8.    | Kaisa Mäkäräinen        | 0+1+0+1            | 49:02.7     | +2:38.4 |
| 9.    | Sandrine Bailly         | 0+0+0+1            | 49:39.3     | +3:15.0 |
| 10.   | Okszana Hvosztenko      | 1+0+1+0            | 49:41.8     | +3:17.5 |

### Sprint
A verseny időpontja: 2007. február 3.
| #     | Versenyző            | Lövőhiba (F+Á+F+Á) | Időeredmény | Hátrány |
| ----- | -------------------- | ------------------ | ----------- | ------- |
| Arany | Magdalena Neuner     | 1+1                | 22:46.9     |         |
| Ezüst | Anna Carin Olofsson  | 1+1                | 22:49.2     | +2.3    |
| Bronz | Natalja Guszeva      | 0+1                | 23:06.5     | +19.6   |
| 4.    | Helena Jonsson       | 0+0                | 23:16.5     | +29.6   |
| 5.    | Ann Kristin Flatland | 0+0                | 23:25.6     | +38.7   |
| 6.    | Michela Ponza        | 0+0                | 23:26.1     | +39.2   |
| 7.    | Kati Wilhelm         | 2+1                | 23:32.0     | +45.1   |
| 8.    | Tadeja Brankovič     | 0+1                | 23:33.8     | +46.9   |
| 9.    | Sandrine Bailly      | 2+0                | 23:36.5     | +49.6   |
| 10.   | Tora Berger          | 1+1                | 23:40.3     | +53.4   |

### Üldözőverseny
A verseny időpontja: 2007. február 4.
| #     | Versenyző               | Lövőhiba (F+Á+F+Á) | Időeredmény | Hátrány |
| ----- | ----------------------- | ------------------ | ----------- | ------- |
| Arany | Magdalena Neuner        | 1+0+1+2            | 33:01.61    |         |
| Ezüst | Linda Grubben           | 0+1+0+0            | 33:08.70    | +7.1    |
| Bronz | Anna Carin Olofsson     | 2+0+1+2            | 33:09.25    | +7.6    |
| 4.    | Natalja Gusewa          | 1+1+0+0            | 33:49.46    | +47.8   |
| 5.    | Tadeja Brankovič        | 1+0+1+0            | 34:04.96    | +1:03.3 |
| 6.    | Florence Baverel-Robert | 0+0+1+1            | 34:24.17    | +1:22.5 |
| 7.    | Teja Gregorin           | 0+0+1+1            | 34:26.45    | +1:24.8 |
| 8.    | Michela Ponza           | 0+0+1+0            | 34:31.84    | +1:30.2 |
| 9.    | Kati Wilhelm            | 1+2+1+1            | 34:36.30    | +1:34.7 |
| 10.   | Andrea Henkel           | 2+1+1+0            | 34:48.55    | +1:46.9 |

### Tömegrajtos
A verseny időpontja: 2007. február 10.
| #     | Versenyző               | Lövőhiba (F+Á+F+Á) | Időeredmény | Hátrány |
| ----- | ----------------------- | ------------------ | ----------- | ------- |
| Arany | Andrea Henkel           | 1+0+1+0            | 37:13.18    |         |
| Ezüst | Martina Glagow          | 1+0+0+0            | 37:17.76    | +4.6    |
| Bronz | Kati Wilhelm            | 0+1+1+0            | 37:23.75    | +10.6   |
| 4.    | Natalja Gusewa          | 0+1+0+0            | 37:33.98    | +20.8   |
| 5.    | Jekatyerina Jurjeva     | 0+0+0+0            | 37:41.35    | +28.2   |
| 6.    | Linda Grubben           | 0+0+2+0            | 37:41.85    | +28.7   |
| 7.    | Kaisa Mäkäräinen        | 0+1+0+0            | 37:57.67    | +44.5   |
| 8.    | Helena Jonsson          | 0+0+0+1            | 38:13.89    | +1:00.7 |
| 9.    | Tadeja Brankovič        | 1+1+0+0            | 38:15.63    | +1:02.5 |
| 10.   | Florence Baverel-Robert | 0+0+1+1            | 38:18.06    | +1:04.9 |

### Váltó
A verseny időpontja: 2007. február 11.
| #     | Versenyző                                                                                     | Lövőhiba (F+Á)                          | Időeredmény | Hátrány | #   | Versenyző                                                                                     | Lövőhiba (F+Á)                          | Időeredmény | Hátrány |
| ----- | --------------------------------------------------------------------------------------------- | --------------------------------------- | ----------- | ------- | --- | --------------------------------------------------------------------------------------------- | --------------------------------------- | ----------- | ------- |
| Arany | Németország · Martina Glagow · Andrea Henkel · Magdalena Neuner · Kati Wilhelm                | 0+2 0+5 0+0 0+1 0+2 0+1 0+0 0+3 0+0 0+0 | 1:14:36.16  |         | 6.  | Kína · Kong Yingchao · Dong Xue · Yin Qiao · Liu Xianying                                     | 0+2 0+7 0+0 0+0 0+0 0+3 0+0 0+2 0+2 0+2 | 1:16:20.10  | +2:01.0 |
| Ezüst | Franciaország · Florence Baverel-Robert · Delphyne Peretto · Sylvie Becaert · Sandrine Bailly | 0+2 1+5 0+1 0+2 0+1 1+3 0+0 0+0 0+0 0+0 | 1:15:26.96  | +1:07.8 | 7.  | Oroszország · Anna Bogalij-Tyitovec · Jekatyerina Jurjeva · Olga Anissimowa · Natalja Gusewa  | 0+2 2+8 0+0 0+3 0+0 0+0 0+1 2+3 0+1 0+2 | 1:16:29.03  | +2:09.9 |
| Bronz | Norvégia · Tora Berger · Ann Kristin Flatland · Jori Mørkve · Linda Grubben                   | 0+0 1+6 0+0 1+3 0+0 0+2 0+0 0+0 0+0 0+1 | 1:15:48.86  | +1:29.7 | 8.  | Olaszország · Michela Ponza · Katja Haller · Roberta Fiandino · Karin Oberhofer               | 0+1 0+3 0+0 0+0 0+1 0+0 0+0 0+2 0+0 0+1 | 1:17:46.53  | +3:27.4 |
| 4.    | Szlovénia · Teja Gregorin · Dijana Grudiček · Andreja Mali · Tadeja Brankovič                 | 0+3 0+4 0+1 0+0 0+1 0+2 0+1 0+1 0+0 0+1 | 1:16:11.85  | +1:52.7 | 9.  | Ukrajna · Valentina Szemerenko · Viktorija Szemerenko · Oxana Jakowljewa · Okszana Hvosztenko | 0+3 1+6 0+1 1+3 0+1 0+1 0+1 0+2 0+0 0+0 | 1:18:11.46  | +3:52.3 |
| 5.    | Fehéroroszország · Volha Kudrjasova · Darja Domracsava · Ljudmila Ananka · Natalja Sokolowa   | 1+5 0+5 1+3 0+2 0+1 0+1 0+0 0+2 0+1 0+0 | 1:16:17.20  | +1:58.1 | 10. | Lengyelország · Krystyna Pałka · Paulina Bobak · Magdalena Gwizdoń · Katarzyna Ponikwia       | 0+5 1+4 0+0 0+0 0+1 1+3 0+2 0+1 0+2 0+0 | 1:18:49.37  | +4:30.2 |

## Vegyes váltó
A verseny időpontja: 2007. február 8.
| #     | Versenyző                                                                                     | Lövőhiba (F+Á)                          | Időeredmény | Hátrány | #   | Versenyző                                                                                 | Lövőhiba (F+Á)                          | Időeredmény | Hátrány |
| ----- | --------------------------------------------------------------------------------------------- | --------------------------------------- | ----------- | ------- | --- | ----------------------------------------------------------------------------------------- | --------------------------------------- | ----------- | ------- |
| Arany | Svédország · Helena Jonsson · Anna Carin Olofsson · Björn Ferry · Carl Johan Bergman          | 0+6 0+7 0+1 0+1 0+1 0+2 0+2 0+3 0+2 0+1 | 1:20:04.7   |         | 6.  | Olaszország · Michela Ponza · Katja Haller · Wilfried Pallhuber · Rene Laurent Vuillermoz | 0+6 0+5 0+1 0+1 0+1 0+2 0+3 0+1         | 1:21:30.0   | +1:25.3 |
| Ezüst | Franciaország · Florence Baverel-Robert · Sandrine Bailly · Vincent Defrasne · Raphaël Poirée | 0+1 0+1 0+0 0+0 0+1 0+1 0+0 0+0 0+0 0+0 | 1:20:32.3   | +27.6   | 7.  | Kína · Kong Yingchao · Dong Xue · Zhang Chengye · Zhang Qing                              | 0+1 1+7 0+0 0+0 0+0 0+3 0+0 1+3 0+1 0+1 | 1:21:44.0   | +1:39.3 |
| Bronz | Norvégia · Tora Berger · Jori Mørkve · Emil Hegle Svendsen · Frode Andresen                   | 0+5 0+6 0+1 0+1 0+0 0+1 0+1 0+1 0+3 0+3 | 1:20:41.1   | +36.4   | 8.  | Csehország · Zdeňka Vejnarová · Magda Rezlerová · Ondřej Moravec · Zdeněk Vítek           | 0+4 0+6 0+0 0+2 0+1 0+2 0+2 0+0 0+1 0+2 | 1:21:53.2   | +1:48.5 |
| 4.    | Szlovénia · Teja Gregorin · Tadeja Brankovič · Klemen Bauer · Janez Marič                     | 0+2 2+9 0+0 0+2 0+0 0+1 0+2 1+3 0+0 1+3 | 1:21:15.8   | +1:11.1 | 9.  | Oroszország · Irina Malgina · Natalja Gusewa · Makszim Csudov · Dmitrij Jarosenko         | 0+6 0+5 0+3 0+2 0+1 0+0 0+0 0+3 0+2 0+0 | 1:22:22.7   | +2:18.0 |
| 5.    | Németország · Kathrin Hitzer · Simone Denkinger · Michael Greis · Alexander Wolf              | 3+9 0+3 0+3 0+1 2+3 0+1 0+0 0+0 1+3 0+1 | 1:21:28.9   | +1:24.2 | 10. | Ukrajna · Okszana Hvosztenko · Olena Petrowa · Olexij Korobejnikow · Andrij Derizemlja    | 0+5 0+5 0+2 0+1 0+2 0+2 0+0 0+2 0+1 0+0 | 1:22:32.5   | +2:27.8 |